# EMC Corporation

EMC Corporation är ett globalt informationshanteringsföretag baserat i Hopkinton, Massachusetts, USA. Företaget erbjuder lösningar inom informationshantering, informationssäkerhet, virtualisering, analys, molntjänster och andra tjänster som hjälper företag att lagra, hantera, skydda och analysera data. EMC börsintroducerades på New York Stock Exchange den 6 april 1986, och är även listad på S&P 500 index.
EMC har ca 60 000 anställda och anses vara en av världens största leverantörer av datalagringssystem.
Joe Tucci har varit VD på EMC sedan januari 2001 och ordförande sedan januari 2006; Joe Tucci sitter även i styrelsen för VMware Corporation och GoPivotal, som delvis ägs av EMC.
I december 2013 blev RSA avslöjat, via Edward Snowdens NSA-material, med att ha salufört teknologiska lösningar som var undermåliga. Den amerikanska spionorganisationen NSA hade betalat RSA 10 miljoner dollar för att möjliggöra dekryptering av data på internet. Den 25 februari 2014 förklarades detta av RSA:s ordförande Art Coviello.
Den 12 oktober 2015 meddelade Dell att företaget köper EMC Corporation för 550 miljarder kronor.